# Podolínec
Podolínec (in ungherese Podolin, in tedesco Pudlein, in polacco Podoliniec) è una città della Slovacchia facente parte del distretto di Stará Ľubovňa, nella regione di Prešov.

## Storia
La prima menzione di Podolínec risale al 1235. 
Sul luogo di un originario insediamento slavo, distrutto dai Tatari nel 1241 e nel 1285, rinacque ben presto un nuovo insediamento, che già nel 1292 ottenne i privilegi di città e alla fine del XIII secolo fu fortificato. In questo periodo lo sviluppo edilizio fu notevole, come testimoniato da due monumenti: la parte più antica della chiesa parrocchiale e la cappella del cimitero, ditata di un'abside romanica. 
Nel 1412 il re d'Ungheria Sigismondo di Lussemburgo innalza Podolínec al rango di libera città regia e poco dopo la cede al regno di Polonia con le altre città dello Spiš. 
Durante il Medioevo furono avviate anche due edifici di grandissima importanza - la parte gotica della chiesa parrocchiale nella seconda metà del XIV secolo e la fortezza del XV e XVI secolo, di cui rimane oggi una parte significativa. All'inizio del XV secolo fu eretto - probabilmente sul sito dell'odierno convento - un castello gotico, oggi non più esistente, che divenne il centro della signoria locale. Nel XVII secolo si aggiunse all'impianto urbanistico della città un campanile rinascimentale sulla piazza risalente al 1659 e la maggior parte delle case cittadine tardorinascimentali. Al posto del castello dal 1642 al 1648 fu costruito il Convento dei piaristi e la chiesa dell'ordine, con due campanili in facciata, rimaneggiata poi nel secolo successivo.
Nel 1772 lo Spiš tornò a far parte del Regno d'Ungheria. 
Le officine e i negozi, che nei secoli precedenti avevano assicurato il benessere della città, si avviarono verso il declino. 
Più tardi vi giunse la linea ferroviaria da Poprad, che si estese fino a Plavča negli anni 1960 e collegava lo Spiš settentrionale con il resto della Slovacchia.

## Monumenti
- Convento dei piaristi di Podolínec